# Dolcenera nel Paese delle Meraviglie
Dolcenera nel Paese delle Meraviglie è il quarto album della cantautrice salentina Dolcenera, pubblicato in concomitanza con la sua partecipazione al 59º Festival di Sanremo con il brano Il mio amore unico.

## Descrizione
Il disco è stato pubblicato il 20 febbraio 2009 in tutti gli store musicali. Su iTunes è stato reso disponibile il download della Special Edition dell'album, che prevede l'aggiunta della bonus track Un giorno strano. Il 26 gennaio 2010 è stata pubblicata per la Sony Music Entertainment la versione DBS dell'album, ovvero l'edizione tascabile dell'album originale: i contenuti musicali, così come l'immagine di copertina, sono identici alla versione standard, con la differenza che il cd è inserito in una confezione slim in cartoncino, senza libretto cd.
La gestazione dell'album è durata 3 anni, durante i quali l'artista dichiara di aver affrontato un periodo di crisi: «È stata una fase, un momento in cui ho messo in discussione tutta me stessa e quel che avevo fatto, anche perché avevo interrotto la mia relazione, che poi è ripresa. E questo ti fa sentire in bilico».
Il disco è composto da 12 canzoni pop-rock dal sound internazionale, realizzate con la produzione artistica di Roberto Vernetti e della stessa Dolcenera. Le tracce dell'album, scelte tra i circa 70 brani che erano pronti al momento della sua chiusura, sono tutte fortemente legate tra loro, al punto che la stessa Dolcenera ha definito il disco un vero e proprio "concept album sull'amore", e ha dichiarato:  «ho scelto le canzoni in base ad un filo conduttore ben preciso, l'amore nelle sue diverse sfumature, di modo da renderlo omogeneo, sia dal punto di vista del suono che delle tematiche».
Dolcenera ha però precisato che il tema dell'amore è da intendersi nella sua accezione più generale, e non solo come legame tra due persone coinvolte in una storia sentimentale. L'idea alla base di Dolcenera nel paese Paese delle Meraviglie è quella di presentare una visione piuttosto fiabesca, come rimarcato anche dal titolo attribuito all'album, secondo la quale l'amore è quel valore che dobbiamo difendere, perché che ci tiene in vita, «ci spinge a lottare, a tenere alta la speranza, a sentire le cose e non mollare», ma anche il sentimento che potrà salvare l'umanità: «in un Occidente che cerca un'idea per salvarsi, il nostro amore deve muovere le cose, e quindi anche le idee».
In alcune tracce dell'album l'amore diventa così la chiave di lettura di tematiche sociali, come accade ad esempio nella canzone Date a Cesare, selezionata tra i 10 brani finalisti al Premio Amnesty Italia 2010. Il brano parla in maniera filosofica della quotidianità e affronta il tema della politica, che secondo Dolcenera dovrebbe essere considerata una forma d'amore da realizzarsi con rispetto reciproco per il raggiungimento di uno scopo comune.
La tecnica di registrazione del disco è quella tipicamente adottata fino agli anni settanta: prima di essere portati in digitale, i brani sono stati suonati contemporaneamente da tutti i ragazzi della band ed incisi su nastro, al fine di ottenere un sound più caldo e sincero e di far trasparire all'interno del disco la sintonia che la cantante ha raggiunto con i musicisti che l'hanno accompagnata dal vivo e in studio sin dalle prime fasi della sua carriera: Roberto Gualdi alla batteria, Antonio Petruzzelli al basso e Stefano Brandoni alla chitarra.
Alla realizzazione di Dolcenera nel Paese delle Meraviglie hanno collaborato anche diversi altri artisti: nella scrittura dei brani, Dolcenera è stata affiancata da autori come Francesco Sighieri, Oscar Avogadro e Luca Chiaravalli; il brano di chiusura dell'album, Fino a domani, è scritto invece a quattro mani con Piero Pelù.
Il brano Giorni d'estate è una reinterpretazione di Right next to the right one di Tim Christensen, con un nuovo testo in italiano scritto da Dolcenera.

## Il titolo e la copertina

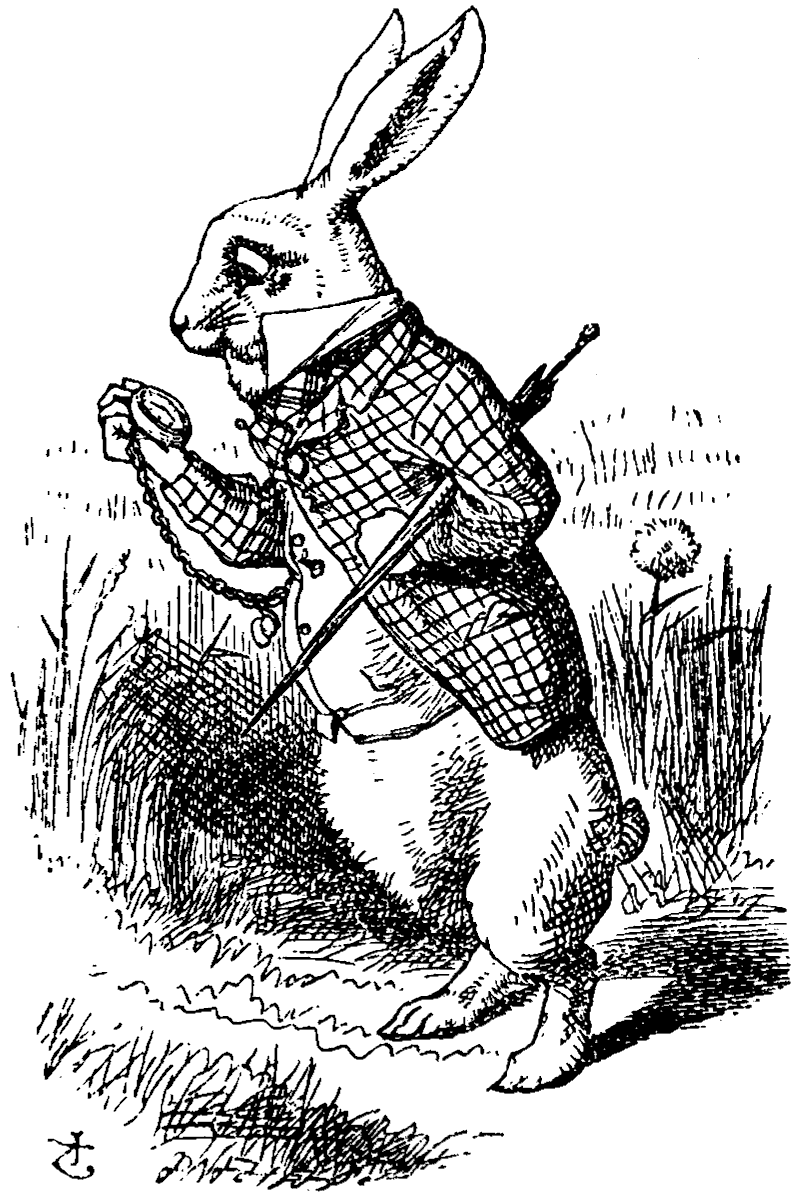
Il Coniglio Bianco (John Tenniel) è tra i simboli dipinti sul corpo di Dolcenera nella foto di copertina.

Il titolo dell'album è un chiaro riferimento all'opera letteraria Le avventure di Alice nel Paese delle Meraviglie di Lewis Carroll. Dolcenera riprende inoltre quanto affermato dalla scrittrice britannica Jeanette Winterson nel suo romando Scritto sul corpo («l'amore è il paese delle meraviglie»). La scelta di questo titolo vuole perciò evidenziare il fatto che il disco è considerato dalla cantante come una sorta di viaggio nel mondo dell'amore, tema centrale attorno al quale ruotano tutti i brani in esso inclusi.
La foto di copertina ritrae inoltre la cantautrice con una serie di tatuaggi su varie parti del corpo, nei quali vengono ripresi i personaggi e i temi della fiaba di Alice, come ad esempio il coniglio, l'orologio ed i simboli delle carte. Tutti i tatuaggi sono stati appositamente realizzati mediante la tecnica del body painting.

## Tracce

### Edizione standard
1. La più bella canzone d'amore che c'è – 4:22 (Dolcenera, Roberto Pacco, Lorenzo Imerico)
2. Il mio amore unico – 3:45 (Dolcenera, Saverio Lanza, Gian Piero Ameli, Oscar Avogadro)
3. Un dolce incantesimo – 4:17 (Dolcenera, Francesco Sighieri)
4. Dolcemente come niente – 3:28 (Dolcenera, Luca Monti)
5. Chi decide... – 3:47 (Dolcenera, Luca Chiaravalli, Stefaan Fernande, Lissette Alea)
6. Date a Cesare – 3:46 (Dolcenera)
7. Un'emozione al giorno – 3:08 (Dolcenera, Luca Chiaravalli)
8. Come un sole splendido – 4:33 (Dolcenera, Francesco Sighieri)
9. Oltre le stelle – 4:26 (Dolcenera, Francesco Sighieri)
10. ...Sei soltanto tu – 3:24 (Dolcenera, Luca Chiaravalli, Stefaan Fernande, Lissette Alea)
11. Giorni d'estate – 3:43 (Dolcenera, Tim Christensen)
12. Fino a domani – 2:58 (Dolcenera, Piero Pelù)

Durata totale: 45:37

### Special edition
La Special edition dell'album, disponibile solo su iTunes, include una traccia bonus, inserita in chiusura del disco:
1. Un giorno strano – 3:22 (Dolcenera, Francesco Sighieri)

## Accoglienza
| Recensione                  | Giudizio   |
| --------------------------- | ---------- |
| Musica e dischi             |            |
| Beat Magazine               |            |
| Isola della musica italiana | (positivo) |
| Non Solo Cinema             | (positivo) |

Nonostante le recensioni piuttosto negative ricevute dal brano Il mio amore unico durante la settimana del Festival di Sanremo, l'album ha avuto una buona accoglienza da parte della critica.
Secondo alcuni critici, il singolo di lancio è una canzone troppo semplice ed ammiccante: Gino Castaldo lo ha definito modesto, mentre Mario Luzzatto Fegiz ha dapprima definito il brano con il termine «obsoleto», per poi attribuirgli comunque un voto sufficiente, sottolineando il passaggio della cantante al «genere pantera sexy con una canzone in tema sentimentale ritmata e molto adatta alle radio».
Decisamente più positivo è il giudizio di Elena Oselladore di Non Solo Cinema, secondo la quale «musica accattivante e melodia orrecchiabile fanno di questa canzone una vera gemma».
L'album è invece considerato il migliore della cantautrice salentina: alcune recensioni hanno elogiato soprattutto l'omogeneità dei contenuti e dei suoni, considerando Dolcenera nel Paese delle Meraviglie un lavoro sincero, delicato e suggestivo.
Nella recensione di Non Solo Cinema si parla di un disco «maturo, che rivela un'artista in grado di emozionare attraverso la sua voce».
Anche Veronica Eracleo di L'isola della musica italiana sottolinea la crescita della cantautrice, affermando che in tutto il disco si percepisce una maturità artistica che fa intravedere «il tentativo, ben riuscito, di non ripetersi». La giornalista si sofferma inoltre sulla scelta di suonare dal vivo i brani dell'album, affermando che «il lavoro dei musicisti è la chiave portante» del disco.
Elle.it si sofferma ancora sul cambiamento intrapreso da Dolcenera: secondo la recensione, all'interno dell'album la cantautrice «smussa ogni spigolo vocale e si apre a sonorità tipicamente pop, a ballate più legate alla tradizione della musica leggera italiana e strizza l'occhio a un nuovo target».
Katia Del Savio di Musica e dischi ha parlato invece di un disco di transizione, scrivendo che «l'intensità dell'interpretazione continua ad essere il punto forte della cantante» ed attribuendo all'album un punteggio di 3 stelle su 5. Elena Ferraro ha infine sottolineato la convivenza all'interno dell'album delle due diverse anime della cantante, parlando così di un lavoro «decisamente rock e dolcemente soft» e sottolineando l'abilità di Dolcenera in veste di autrice.

## I singoli

### Il mio amore unico
Basso e batteria dal sound innovativo e trascinante, la canzone è la sintesi di questo nuovo album che unisce carisma e sensualità dell'artista per raccontare la ricerca dell'amore perfetto che ci fa sentire completi con la persona amata, nella sensazione di essere in pace con il mondo, in armonia con se stessi e con il disegno preordinato di tutti gli elementi dell'universo.

### La più bella canzone d'amore che c'è
È una ballata in cui la cantautrice racconta in tutta sincerità di sé e del valore di qualsiasi esistenza. Scritta in tre minuti nel periodo peggiore di vita personale, la canzone ci culla con l'imprevedibilità e la magia delle parole: ogni esistenza è importante, ogni persona è la più bella canzone d'amore che c'è.

### Un dolce incantesimo
È una canzone con tempo scandito dal basso in ottavi che indaga sul senso della fine di una storia d'amore, dettata dallo scalfire impercettibile del caso che nella sua quotidianità può rendere estranei. In pieno stile musicale anglosassone, nel brano si rappresenta come ogni anima raccoglie e fa suo, durante il proprio percorso, ogni amore vissuto.

## Formazione

### Musicisti
- Dolcenera: pianoforte, voce
- Roberto Gualdi: batteria
- Antonio Petruzzelli: basso
- Stefano Brandoni: chitarra
- Saverio Lanza: basso, chitarra, programmazione in Giorni d'estate e Il mio amore unico
- Francesco Sighieri: chitarra
- Filippo Martelli & Oversea Orchestra: archi

### Copertina e grafica
- Paolo De Francesco per Moltimedia.it: artwork
- Leonardo Baldini, con assistente Laura Masoni: foto
- Andrea Carbone di Indian Tattoo Milano: body Painting
- Susanna Ausoni e Nicolò Cerioni: stylist
- Giovanna Cirillo e Diego Canicattì per Coppola: hairstyle
- Just Cavalli: abiti
- Maria Grazia Bonarelli: make up

### Altro personale
- Dolcenera, Roberto Vernetti, Roberto Gualdi, Antonio Petruzzelli, Francesco Sighieri, Stefano Brandoni, Saverio Lanza, Filippo Martelli: arrangiamenti
- Andrea Benassi: registrazione
- Francesco Baldi e Francesco Nisi: assistenti di studio
- Roberto Vernetti: missaggio
- Mike Marsh: mastering presso The Exchange Mastering Studios di Londra (dicembre 2008)

## Classifiche

### Posizioni massime
| Classifica (2009) | Posizione massima |
| ----------------- | ----------------- |
| Italia            | 13                |

### Andamento nella classifica FIMI
| Posizione | 13 | 20 | 32 | 28 | 42 | 46 | 51 | 40 | 50 | 47 | 52 | 65 | 70 | 53 | 85 | 86 |
| Settimana | 17 | 18 | 19 | 20 | 21 | 22 | 23 | 24 | 25 | 26 | 27 | 28 | 29 | 30 | 31 | 32 |
| Posizione | 89 | 90 | 40 | 43 | 65 | 86 | 70 | 68 | 76 | 69 | 66 | 46 | 51 | 60 | 64 | 72 |